# Білки (Романівська селищна громада)
Білки́ (Білка) — село в Україні, у Романівській селищній територіальній громаді Житомирського району Житомирської області. Чисельність населення становить 147 осіб (2001).

## Населення
У 1906 році кількість населення становила 158 осіб, дворів — 19, у 1923 році — 188 осіб, кількість дворів — 40.
Відповідно до результатів перепису населення СРСР, кількість населення, станом на 12 січня 1989 року, становила 171 особу, станом на 5 грудня 2001 року, відповідно до перепису населення України, кількість мешканців села становила 147 осіб.

## Історія
Історична дата утворення — 1620 рік. В кінці 19 століття — Білка (пол. Biłka), село Пулинської волості Житомирського повіту, належало до православної парафії в Стрибежі, за 17 верст.
У 1906 році — Білка (рос. Белка), сільце Пулинської волості (2-го стану) Житомирського повіту Волинської губернії. Відстань до губернського та повітового центру, м. Житомир, становила 45 верст, до волосного центру, містечка Пулини — 40 верст. Найближче поштово-телеграфне відділення розташовувалося на станції Рудня.
У 1923 році увійшло до складу новоствореної Прутівської сільської ради, котра, від 7 березня 1923 року, стала частиною новоутвореного Пулинського району Житомирської (згодом — Волинська) округи. Розміщувалося за 26 верст від районного центру, міст. Пулини та 1,5 версти від центру сільської ради, с. Прутівка.
Разом із сільською радою, 1 вересня 1925 року увійшло до складу Довбишського (згодом — Мархлевський) району, 17 жовтня 1935 року — Червоноармійського району, 14 травня 1939 року — Щорського (згодом — Довбишський) району, 28 листопада 1957 року — Дзержинського (згодом — Романівський) району.
У 2020 році територію та населені пункти Прутівської сільської ради Романівського району Житомирської області, відповідно до розпорядження Кабінету Міністрів України № 711-р від 12 червня 2020 року «Про визначення адміністративних центрів та затвердження територій територіальних громад Житомирської області», включено до складу Романівської селищної територіальної громади Житомирського району Житомирської області.